# Шатово (Московская область)
Шатово — деревня в Серпуховском районе Московской области. Входит в состав Дашковского сельского поселения (до 29 ноября 2006 года входила в состав Калиновского сельского округа).

## Население
| 2002 | 2006 | 2010 | 2015 |
| ---- | ---- | ---- | ---- |
| 5    | ↗13  | ↗19  | ↗29  |

## География

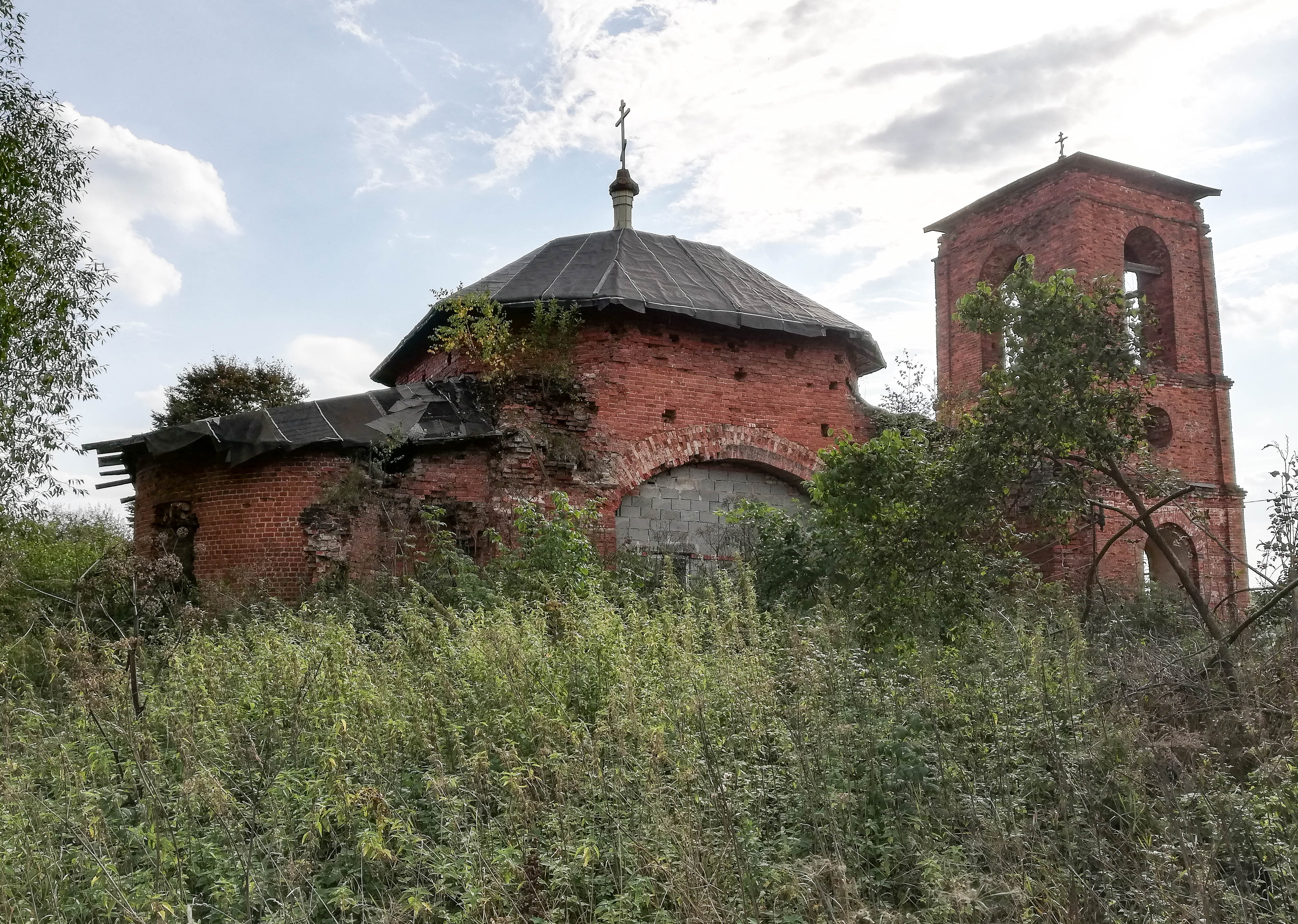
Церковь Михаила Архангела в Шатово

Шатово расположено примерно в 16 км (по шоссе) на запад от Серпухова, на реке Сухменка, правом притоке реки Оки, высота центра деревни над уровнем моря — 157 м.

## Современное состояние
На 2016 год в деревне зарегистрировано 4 садовых товарищества. Шатово связано автобусным сообщением с райцентром и соседними населёнными пунктами.
Архангельская церковь в Шатово известна с XVII века, современное каменное однокупольное четырёхстолпное здание, в стиле эклектики, с колокольней, построено в 1903 году, закрыто в начале 1930-х годов, возвращена верующим в 1990-х годах.